# Yamada Taro Monogatari
«Исто́рия Таро́ Яма́ды» (яп. 山田太郎ものがたり Ямада Таро: моногатари) — манга авторства Ай Моринаги. Манга создавалась в период с 1996 по 2000 годы. Всего в ней 14 томов. Издательство — Kadokawa Shoten.

## Краткое содержание
Таро Ямада — умный, симпатичный парень. В школе его считают скромным, но очень богатым, а на самом деле его семья бедна, как церковные мыши. Мать-транжира, вечно отсутствующий отец, шестеро младших братьев и сестёр, живущих в крохотном домишке, — чтобы поддержать семью, Таро крутится как белка в колесе.

## Персонажи

### Основные персонажи
Таро Ямада (яп. 山田 太郎 Ямада Таро:) — Главный герой. Ученик старшей школы «Итиномия». Чтобы прокормить шестерых братьев и сестёр берётся за разную работу. Умудрённый жизнью, он даже в своей бедности ухитряется сохранять благородную таинственность, и потому в школе его считают богатым наследником. Имя «Таро Ямада» — японский эквивалент американского Джона Доу, либо, в российском варианте, Ивана Иванова или Васи Пупкина.
Такуя Мимура (яп. 御村 託也 Мимура Такуя) — Лучший друг Таро. Его семья хранит традиции чайной церемонии (в драме — икэбаны), и он — будущий глава старинного и богатого рода. Его кажущаяся холодность — ложь, и он много помогает семье Ямада (говорит — они забавные, но всё равно понятно, что он просто очень добрый). Как и Таро, он предмет воздыханий соучениц, но любовь его не интересует. Называет себя женихом сестрёнки Ёсико Таро.
Кэйити Сугиура (яп. 杉浦 圭一 Сугиура Кэйити) — Старший соученик Таро (в драме — одноклассник). Ужасный нарцисс, твёрдо верит в силу своей несравненной внешности. Зная об успехе Таро у девушек, повсюду следовал за ним, пытаясь помешать его романтическим отношениям. Узнав о том, в какой бедности живёт семья Ямада на самом деле, переменился и стал другом дома.
Такако Икэгами (яп. 池上 隆子 Икэгами Такако) — Одноклассница Таро. Мечтая уйти от родителей, она отчаянно стремится выйти замуж за богатого человека. Принимая Таро за подходящую цель, она немедленно его атакует, но, узнав истинное положение дел, оказывается перед выбором между мечтой и любовью.
- Масами Накаи (яп. 中井 正美 Накаи Масами)

радиодрама: Фумико Орикаса (яп. 折笠 富美子 Орикаса Фумико), драма: Тихиро Ооцука (яп. 大塚ちひろ Ооцука Тихиро)
Одноклассница Сугиуры (в драме учится в одном классе с Таро и подруга Такако). Помогала Сугиуре, но, узнав подробности о семье Таро, подружилась с Таро и Такуей.
- Кёко Тории (яп. 鳥居 京子 Тории Кё:ко)

драма: Кадзуэ Фукииси (яп. 吹石 一恵 Фукииси Кадзуэ)
Классная руководительница Таро. Поскольку в своё время ей не удалось поступить в университет из-за отсутствия денег, теперь она всеми силами пытается заставить Таро продолжить обучение. Ученики называют её Тории-тян.
- Аяко Ямада (яп. 山田 綾子 Ямада Аяко)

радиодрама: Кикуко Иноуэ (яп. 井上 喜久子 Иноуэ Кикуко), драма: Момоко Кикути (яп. 井上喜久子 Кикути Момоко)
Мама Таро. Выросшая в богатой семье барышня, она совершенно не умеет распоряжаться деньгами, и все потом и кровью заработанные деньги тратит на глупости.
- Кадзуо Ямада (яп. 山田 和夫 Ямада Кадзуо)

радиодрама: Синъитиро Мики (яп. 三木 眞一郎 Мики Синъитиро), драма: Мицуру Мацуока (яп. 松岡 充 Мацуока Мицуру)
Папа Таро. Бродячий художник. Прямолинейный и честный человек, но без царя в голове.

#### Младшие родственники Таро
Дзиро Ямада (яп. 山田 次郎 Ямада Дзиро:)
Сабуро Ямада (яп. 山田 三郎 Ямада Сабуро:) — Младшие братья. Разница в возрасте между ними — 1 год, но похожи — как близнецы. На момент окончания манги Дзиро перерос Таро, а Сабуро первый в семье завёл семью и детей.
Ёсико Ямада (яп. 山田 よし子 Ямада Ёсико) — старшая дочь семьи Ямада. На момент окончания манги уже работает. Невеста Такуи.
Ицуко Ямада (яп. 山田 五子 Ямада Ицуко) — вторая дочь семьи Ямада. Всегда завязывает сзади два хвостика. Влюблена в арабского принца.
Муцуми Ямада (яп. 山田 六生 Ямада Муцуми)
Нанами Ямада (яп. 山田 七生 Ямада Нанами) — разнояйцевые близнецы. Муцуми — четвёртый сын, Нанами — третья дочь.
Ясуми Ямада (яп. 山田 やすみ Ямада Ясуми)
Кюта Ямада (яп. 山田 九太 Ямада Кю:та)
Тооко Ямада (яп. 山田 十子 Ямада Тооко) — трое младших детей. Ясуми — четвёртая дочь, Кюта — пятый сын, Тооко — пятая дочь.

### Прочие персонажи

#### Радиодрама
Мика Сугиура (яп. 杉浦 ミカ Сугиура Мика)
Мать Такако

#### ТВ драма
Макото Нагахара (яп. 永原 眞実 Нагахара Макото) — Гений, самый молодой профессор в истории университета системы Дзёнан. Всегда невозмутим и собран. Ученики зовут его Железным человеком. Кёко Тории училась с ним в одной школе.
Сюнносукэ Оосаки (яп. 大崎 新之助 Оосаки Сюнносукэ) — Учитель физкультуры старшей школы Итиномия. Вспыльчивый и грозный на вид, но любимое слово у него «юность», и он очень заботится о своих учениках. Коллега Тории-сэнсэй, убеждён, что она в него влюблена, но боится приблизиться.
Мариа Икэгами (яп. 池上 まりあ Икэгами Мариа) — Мать Такако. На вид — обычная женщина, но она обладает даром приносить удачу мужчине, с которым рядом. Сама дочь богатых родителей, выйдя замуж, она научилась не тратить ни иены зря. С уважением относится к умению Таро экономить.
Рюносукэ Икэгами (яп. 池上 龍之介 Икэгами Рю:носукэ) — Отец Такако. Родился в бедной семье, но женившись на Марии постепенно разбогател. Обожает жену, и чтобы проводить с ней больше времени, выбрал карьеру государственного служащего.
Масаки Андо (яп. 安藤 政樹 Андо: Масаки)
Котонэ Усуи (яп. 臼井 琴音 Усуи Котонэ) — (группа AKB48)
Тикако Хосино (яп. 星野 千香子 Хосино Тикако)
Коитиро Сасаки (яп. 佐々木 小一郎 Сасаки Коитиро)
Дзюнко Сугахара (яп. 菅原 淳子 Сугахара Дзюнко)
Акира Сэридзава (яп. 芹沢　明 Сэридзава Акира)
Мари Миякэ (яп. 三宅 真理 Миякэ Мари)
Рюносукэ Коидзуми (яп. 小泉 龍之介 Коидзуми Рю:носукэ)
Саори Фудзита (яп. 藤田 沙織 Фудзита Саори)
Цубаса Киносита (яп. 木下　翼 Киносита Цубаса)
Карин Эдо (яп. 江藤 果鈴 Эдо: Карин)
Сора Харукава (яп. 春川 琉星 Харукава Сора)
Харука Такаока (яп. 高岡　遥 Такаока Харука)
Тикара Нагаока (яп. 長岡 主税 Нагаока Тикара)
Юи Аоки (яп. 青木 結衣 Аоки Юи)
Махо Утино (яп. 内野 真帆 Утино Махо)
Эми Сасаути (яп. 笹内 絵美 Сасаути Эми)
Сусуму Оокубо (яп. 大久保 進 Оокубо Сусуму)
Сэйити Мимура (яп. 御村 聖一 Мимура Сэйити)
Акирако Мимура (яп. 御村 露子 Мимура Акирако)

## Адаптации

### Китайский сериал
貧窮貴公子 / Ping Qiong Gui Gong Zi : Бедный принц Таро
В 2001 году китайским каналом CTS по манге был снят телесериал длиной в 15 эпизодов. Режиссёр Чай Чжипин, в роли Tай Лана (Таро:) — Вик Чжоу Юйминь.

### Радиодрама
В апреле 2001 года сеть радиостанций (включая Tokyo-FM, FM Osaka и другие — всего 34 станции) транслировала радиодраму, которая впоследствии вышла на 4 CD.

### Японский сериал
山田太郎ものがたり / Ямада Таро моногатари: История Ямады Таро
С июля по сентябрь 2007 года японский канал TBS транслирует драму с членами группы Arashi Кадзунари Ниномия в роли Таро и Сакураи Сё в роли Такуи, лучшего друга Таро. Опенингом выбрана песня группы Arashi «Happiness».